# Enrique Galwey
Enrique Galwey García (Barcelona, 1864-1931) fue un pintor español, especialmente conocido como paisajista. Se reconoce en su obra gran influencia del pintor Joaquín Vayreda, con quien trabajó en el estudio de este en Olot. Entre sus obras destacan Sant Joan Les Fonts, Paisaje, Campos y Árboles y Rebaños pastando en el amanecer, todas ellas dentro de la pintura paisajista.
Consiguió la primera medalla en la vigesimocuarta edición de la Exposición Nacional de Bellas Artes, la de 1914.